# 騎士精神 (歌曲)
〈騎士精神〉（英語：The Spirit of Knight）是臺灣歌手蔡依林的歌曲，收錄於其第五張錄音室專輯《看我72變》。該歌曲由蔡依林作詞、周杰倫作曲及製作。該歌曲為泰國觀光「Amazing Thailand 暹羅風情」主題曲，於2002年7月23日由新力音樂和年代整合以單曲形式發行。

## 背景
2002年1月22日，媒體報導蔡依林將籌備新專輯，並推測她將簽約新力音樂。同年4月5日，媒體報導新專輯預計於同年9月發行，並推測她將簽約年代整合。同月23日，蔡依林簽約新力音樂。

## 創作
該歌曲為蔡依林填詞作品，歌詞描寫女生渴望被保護的心情。該歌曲歷時三日錄製，周杰倫表示希望蔡依林跳脫「玉女歌手」形象，因此嘗試融合嘻哈和饒舌，擴大其發揮空間。

## 音樂影片
2002年7月23日，蔡依林發布〈騎士精神〉的MV，由林錦和執導，在泰國大城府阿瑜陀耶古城和崖差蒙空寺取景拍攝。蔡依林表示該MV帶有公元前古羅馬的氛圍，展現濃厚民族色彩。

## 現場表演
2002年12月31日，蔡依林參加「台灣金鑽2003跨年演唱會」，並演唱〈騎士精神〉。2003年2月15日，她參加中視綜藝節目《歡樂元宵喜羊羊》，演唱該曲。同年8月13日，蔡依林錄製湖南衛視綜藝節目《音樂不斷歌友會》，演唱〈騎士精神〉。同年10月10日，她參加「相信臺灣鬥陣Party」，亦演唱該曲。

## 幕後人員
- 周杰倫—和聲編寫、和聲
- 蔡依林—和聲
- 楊瑞代—錄音工程
- J&A Studio—錄音室
- 楊大緯—錄音師
- 麗風錄音室—混音室

## 發行歷史
| 地區 | 日期          | 格式     | 經銷商   |
| ---- | ------------- | -------- | -------- |
| 臺灣 | 2002年7月23日 | 電台播放 | 新力音樂 |